# Arbeitsgericht Marburg

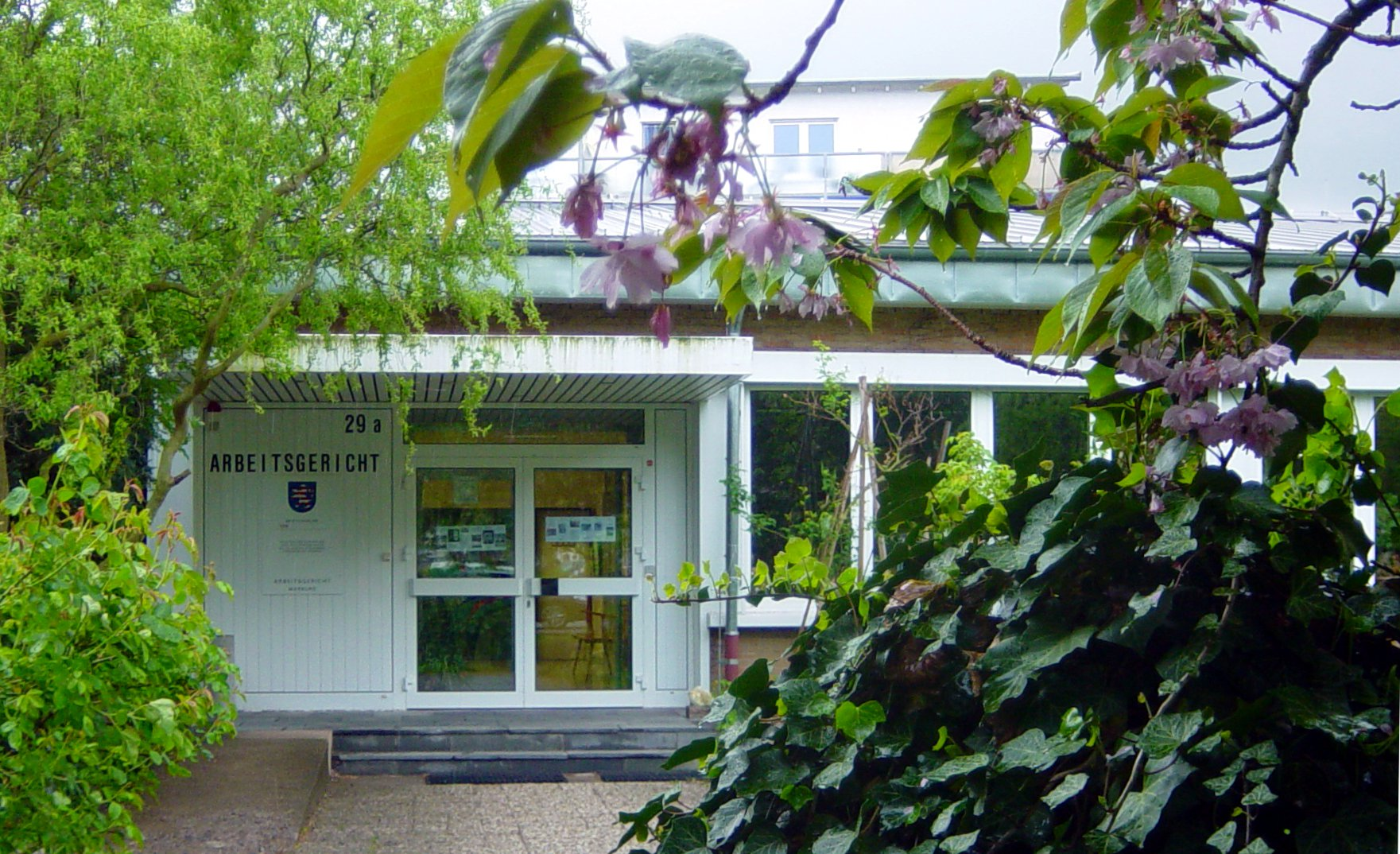
Gerichtsgebäude

Das Arbeitsgericht Marburg war ein Gericht der Arbeitsgerichtsbarkeit und eines der ehemals zwölf hessischen Arbeitsgerichte.

## Geschichte
Gemäß Arbeitsgerichtsgesetz vom 23. Dezember 1926 wurden in Deutschland Arbeitsgerichte gebildet. Diese waren nur in der ersten Instanz organisatorisch selbstständige Gerichte, die Landesarbeitsgerichte waren den Landgerichten zugeordnet. Am Landgericht Kassel entstand so 1927 das Landesarbeitsgericht Kassel als einziges Landesarbeitsgericht im Bezirk des Oberlandesgerichtes Kassel. In Marburg entstand das Arbeitsgericht Marburg. Sein Sprengel umfasste den Bezirke der Amtsgerichte Amöneburg, Frankenberg (Eder), Fronhausen, Gladenbach, Kirchhain, Marbach, Neukirchen, Neustadt (Hessen), Rauschenberg, Rosenthal, Treysa, Wetter (Hessen) und Ziegenhain. Es bestand jeweils eine Kammer für Arbeiter, für Angestellte und für Handwerk. Der Sprengel des Gerichtes blieb räumlich von den Änderungen und Aufhebung der Amtsgerichte im Jahr 1932 und in den Kriegsjahren unberührt.
Nach der Besetzung Deutschlands durch die Alliierten wurden 1945 zunächst alle Gerichte geschlossen. Die ordentlichen Gerichte wurden schon bald wieder eröffnet, während die Arbeitsgerichte zunächst nicht wieder eingerichtet wurden, so dass arbeitsgerichtliche Streitigkeiten von den ordentlichen Gerichten erledigt werden mussten. Gemäß Kontrollratsgesetz 21 sollten in Deutschland Arbeitsgerichte aufgebaut werden. In Marburg wurde das Arbeitsgericht neu gebildet. Sein Sprengel umfasste nun die Amtsgerichtsbezirke Biedenkopf, Frankenberg, Kirchhain, Marburg und Schwalmstadt (Treysa).
Das Arbeitsgericht Marburg wurde zum 31. Dezember 2011 geschlossen. Ab dem 1. Januar 2012 ist das Arbeitsgericht Gießen für die ehemals Marburger Fälle zuständig.

## Gerichtssitz und -bezirk
Das Gericht hatte seinen Sitz in Marburg.
Es war örtlich zuständig für Rechtsstreitigkeiten aus den Amtsgerichtsbezirken Biedenkopf, Frankenberg (Eder), Kirchhain, Marburg und Schwalmstadt.

## Gebäude und Größe
Die Postanschrift lautete Gutenbergstraße 29a, 35037 Marburg.
Das Arbeitsgericht Marburg verfügte über zwei Kammern.
Im Gerichtsgebäude finden regelmäßig Ausstellungen des Kunstforums Arbeitsgericht Marburg statt.

## Übergeordnete Gerichte
Dem Arbeitsgericht Marburg war das Hessische Landesarbeitsgericht und im weiteren Rechtszug das Bundesarbeitsgericht übergeordnet.